# Aethiophysa dimotalis
Aethiophysa dimotalis là một loài bướm đêm trong họ Crambidae.